# 대한민국 형법 제217조
대한민국 형법 제217조는 위조유가증권 등의 행사 등에 대한 형법각칙의 조문이다. 외국인이 한국 밖에서 이 범죄를 저지르더라도 예외적으로 처벌하고 있다

## 조문
제217조 (위조유가증권 등의 행사 등) 위조, 변조, 작성 또는 허위기재한 전3조 기재의 유가증권을 행사하거나 행사할 목적으로 수입 또는 수출한 자는 10년 이상의 징역에 처한다.

## 판례
- 위조유가증권임으로 알고 있는 자에게 교부하였더라도 피교부자가 이를 유통시킬 것임을 인식하고 교부하였다면 그 교부행위 그 자체가 유가증권의 유통실서를 해할 우려가 있어 위조유가증권행사죄가 성립한다[2]
- 허위작성유가증권행사죄 또는 위조유가증권행사죄에 있어서의 유가증권이라 함은 허위작성 또는 위조된 유가증권의 원본을 말하는 것이지 전자복사기 등을 사용하여 기계적으로 복사한 사본은 이에 해당하지 않는다[3]

## 참고 문헌
- 김재윤, 손동권, 『새로운 형법각론』, 율곡출판사, 2013. ISBN 9788997428342
- 만화 형법 판례-보호주의 법률저널  2011.08.05

## 같이 보기
- 위조유가증권행사죄
- 유가증권